# Laothoe
Genre
Laothoe est un genre de lépidoptères (papillons) de la famille des Sphingidae, de la sous-famille des Sphinginae et de la tribu des Smerinthini.

## Historique et dénomination
- Le genre Laothoe a été dérit par l'entomologiste danois Johan Christian Fabricius en 1807[1].
- L'espèce type pour le genre est Laothoe populi (Linnaeus, 1758)

## Taxinomie
Liste des espèces
- Laothoe amurensis (Staudinger, 1892) — Smérinthe du tremble.
- Laothoe austauti (Staudinger, 1877).
- Laothoe iberica Eitschberger, Danner & Surholt, 1989.
- Laothoe philerema (Djakonov, 1923).
- Laothoe populeti (Bienert, 1870).
- Laothoe populetorum (Staudinger, 1887).
- Laothoe populi (Linnaeus, 1758) — Sphinx du peuplier.

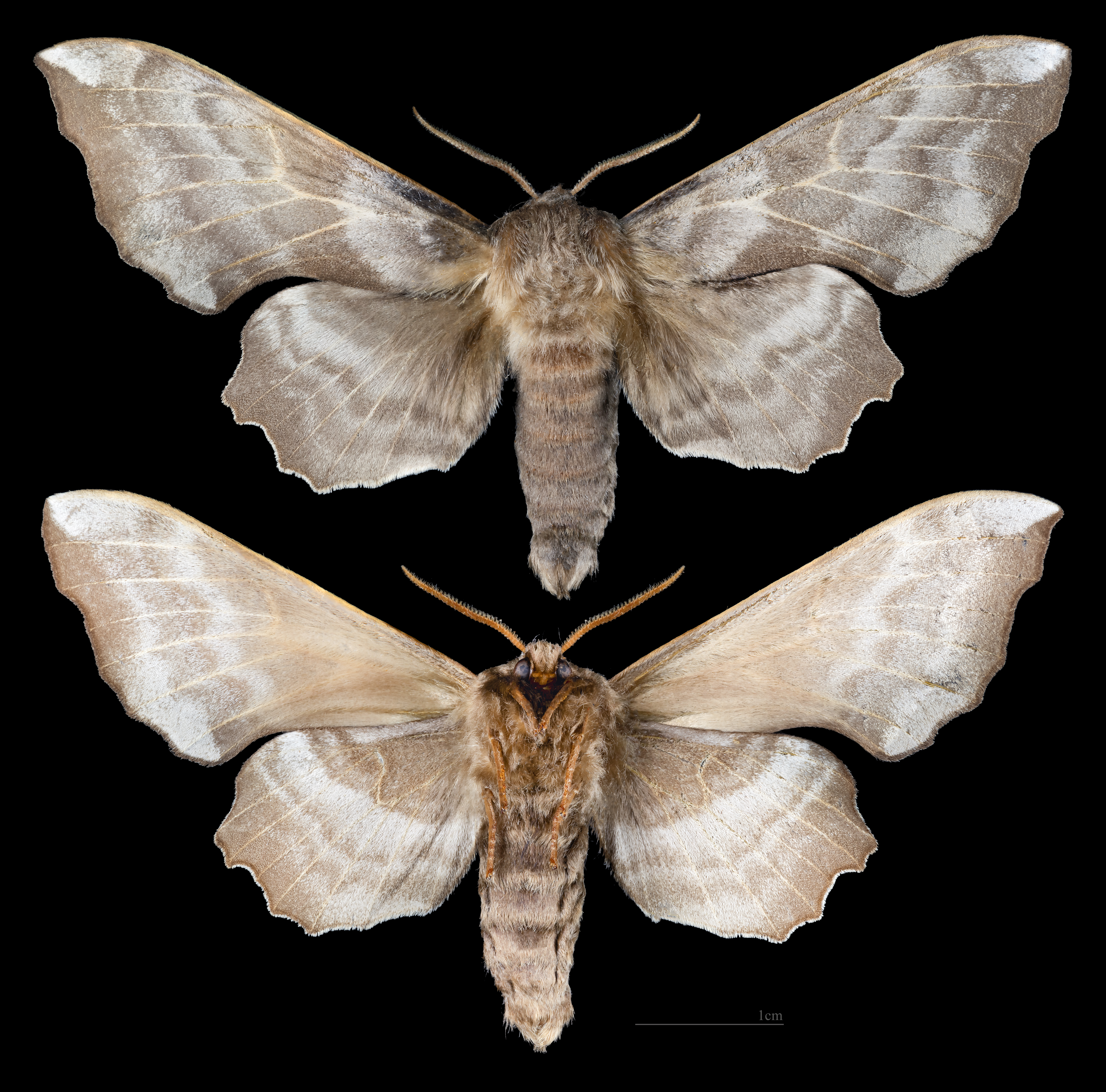
Laothoe amurensis
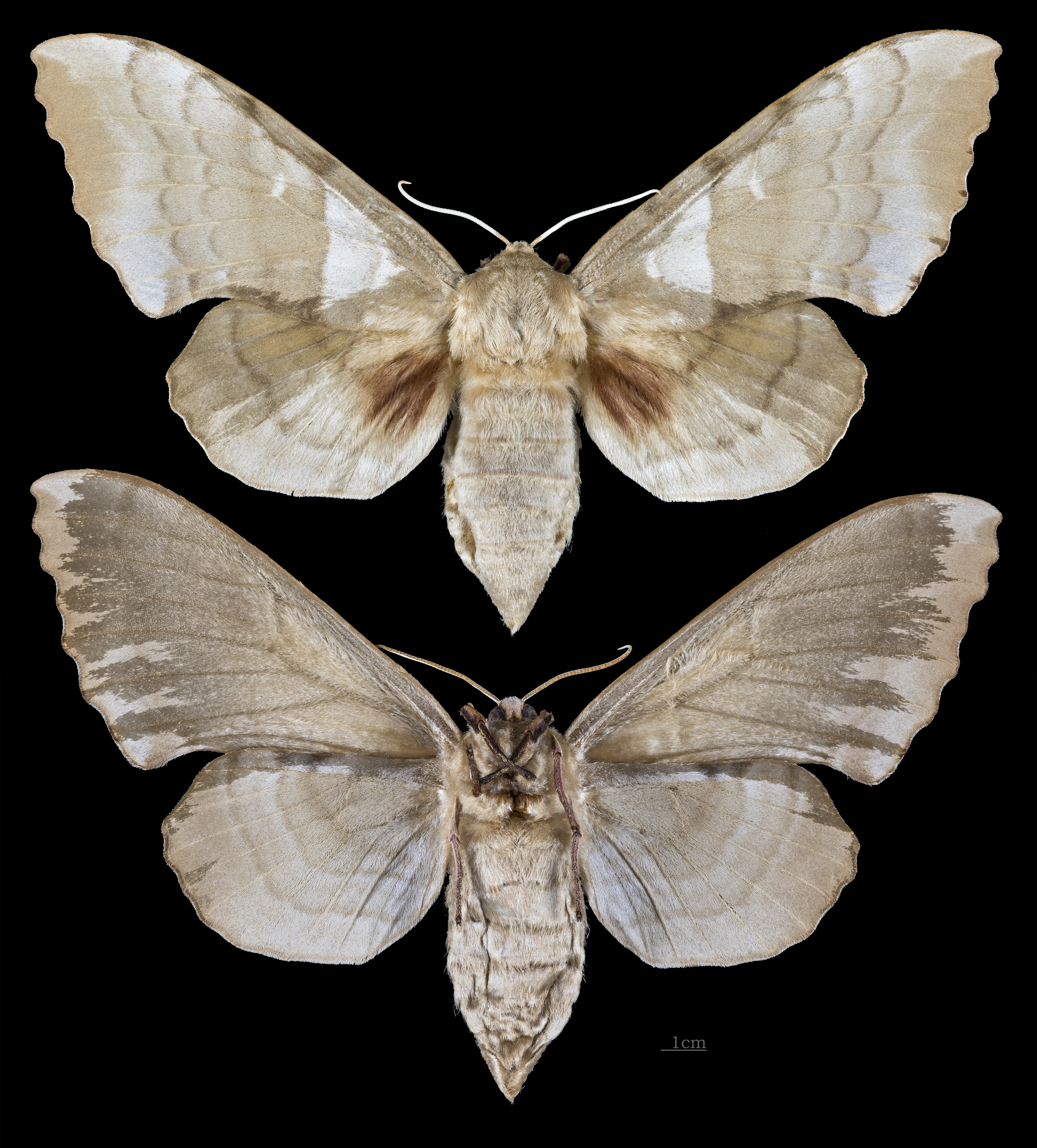
Laothoe austauti
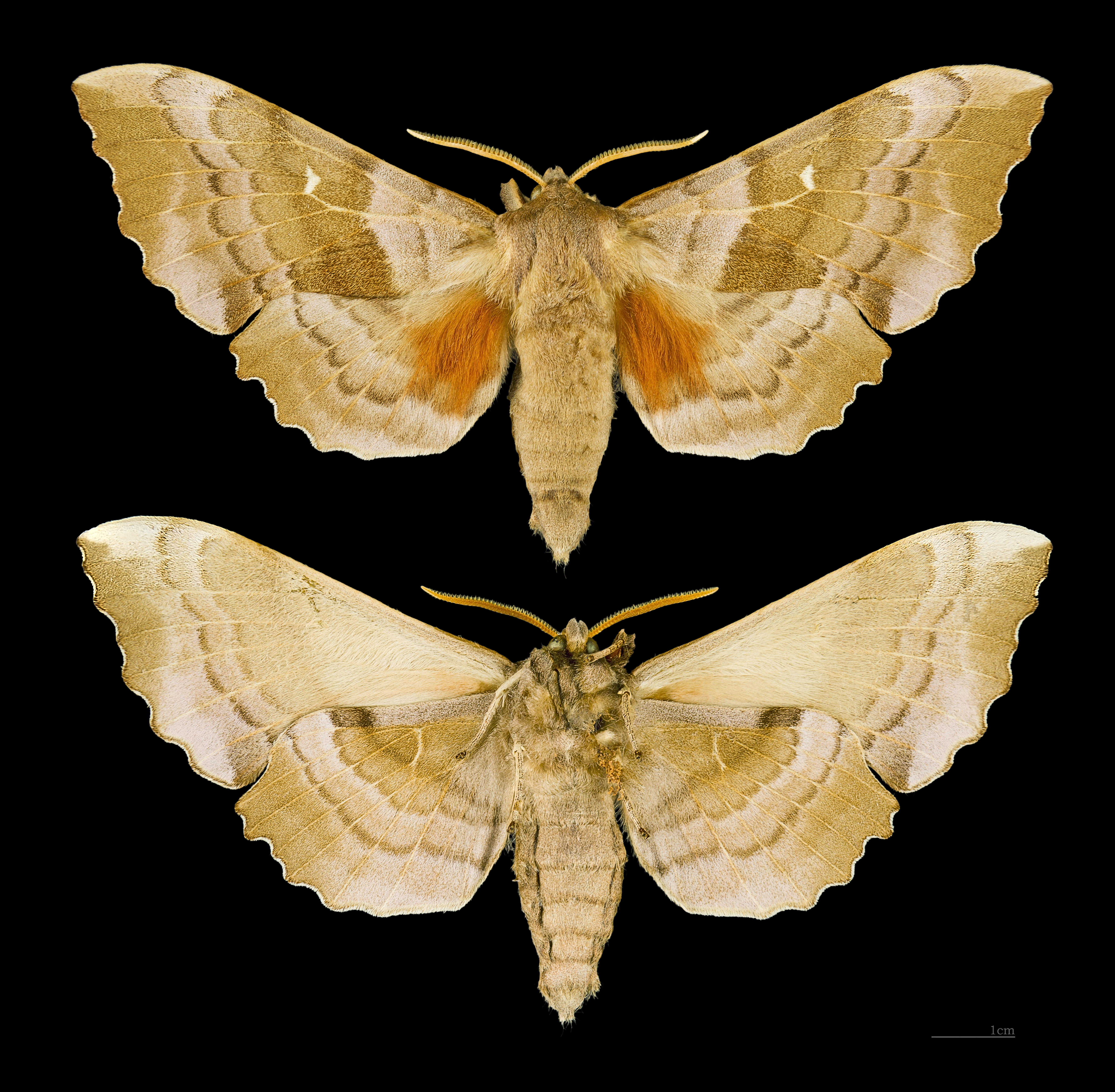
Laothoe populi

Espèces européennes
Selon Fauna Europaea (6 août 2013) :
- Laothoe amurensis
- Laothoe populi